# Prowincja Latina
Prowincja Latina (wł. Provincia di Latina) jest jedną ze 107 prowincji we Włoszech. 
Nadrzędną jednostką podziału administracyjnego jest region (tu: Lacjum), a podrzędną jest gmina.
Liczba gmin w prowincji: 33.